# Rhodeus sericeus
Rhodeus sericeus là một loài cá chép. Loài cá này được tìm thấy ở Siberia. Chiều dài thân khoảng 11 cm.

## Hình ảnh

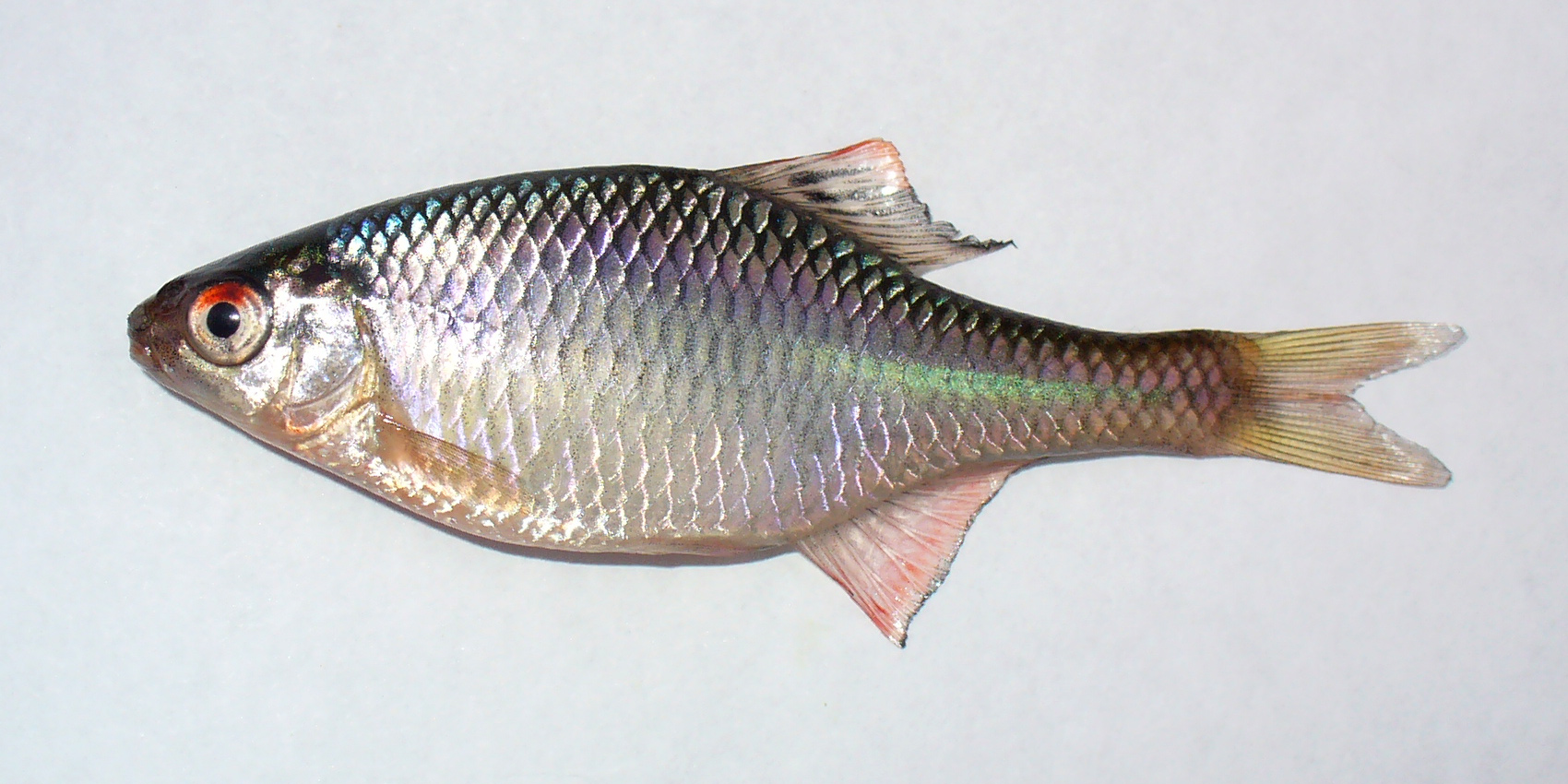
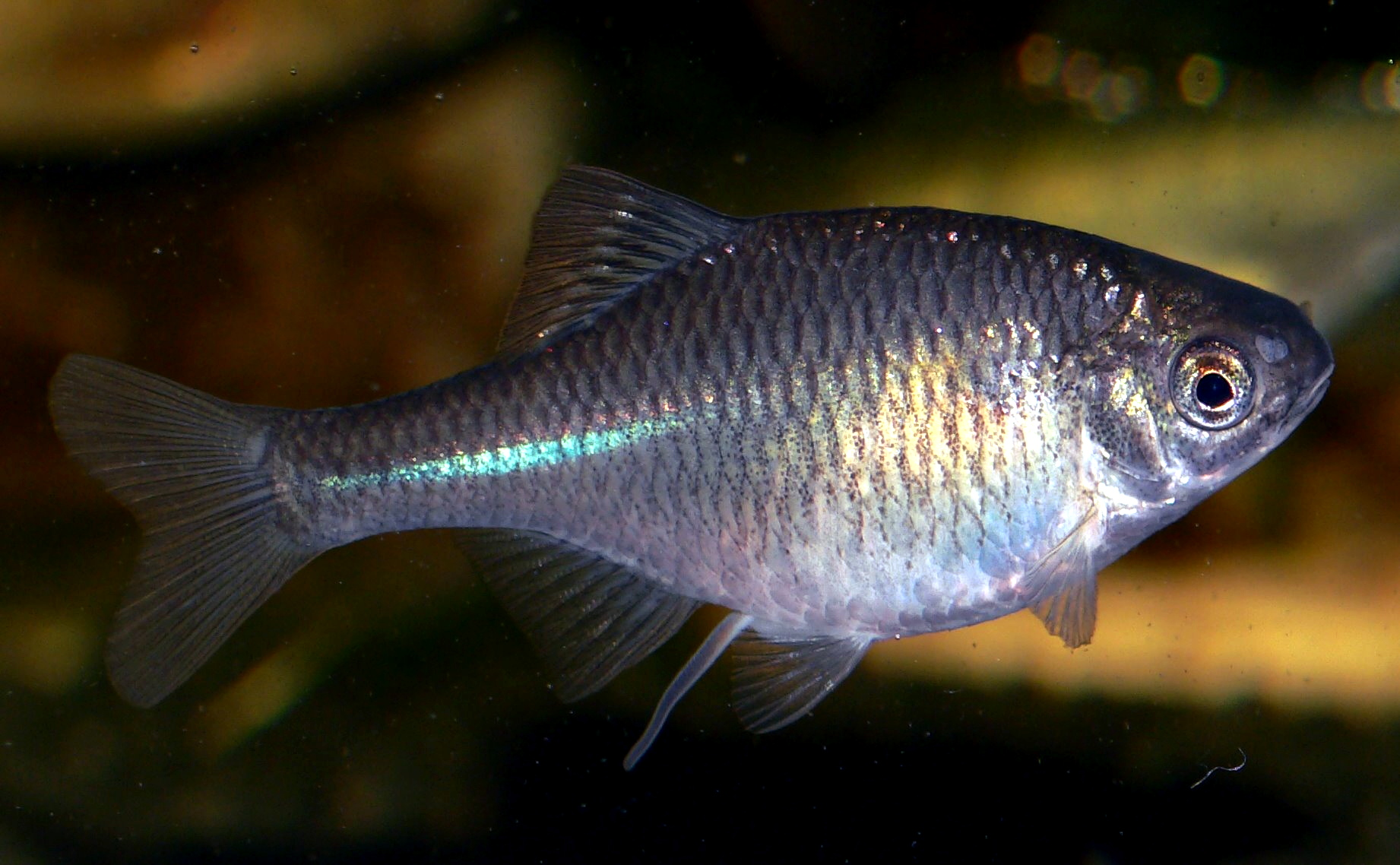
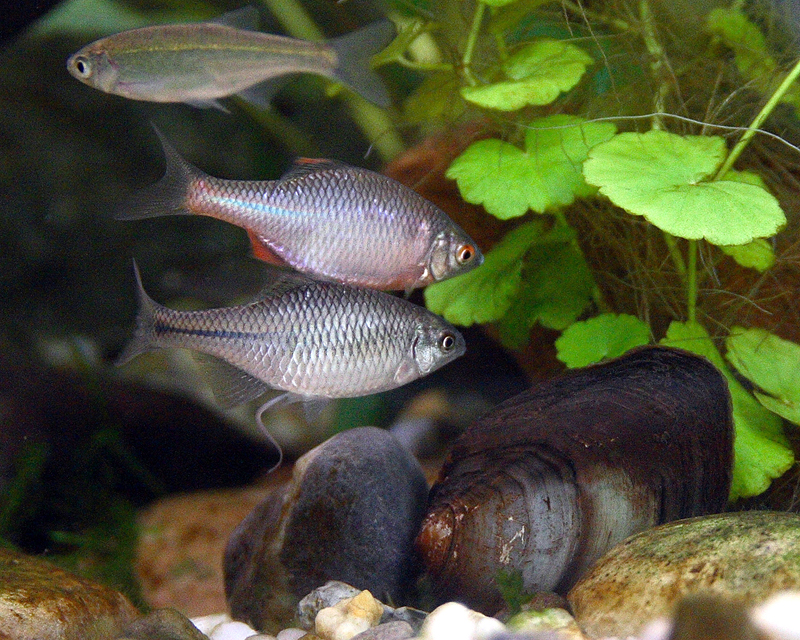
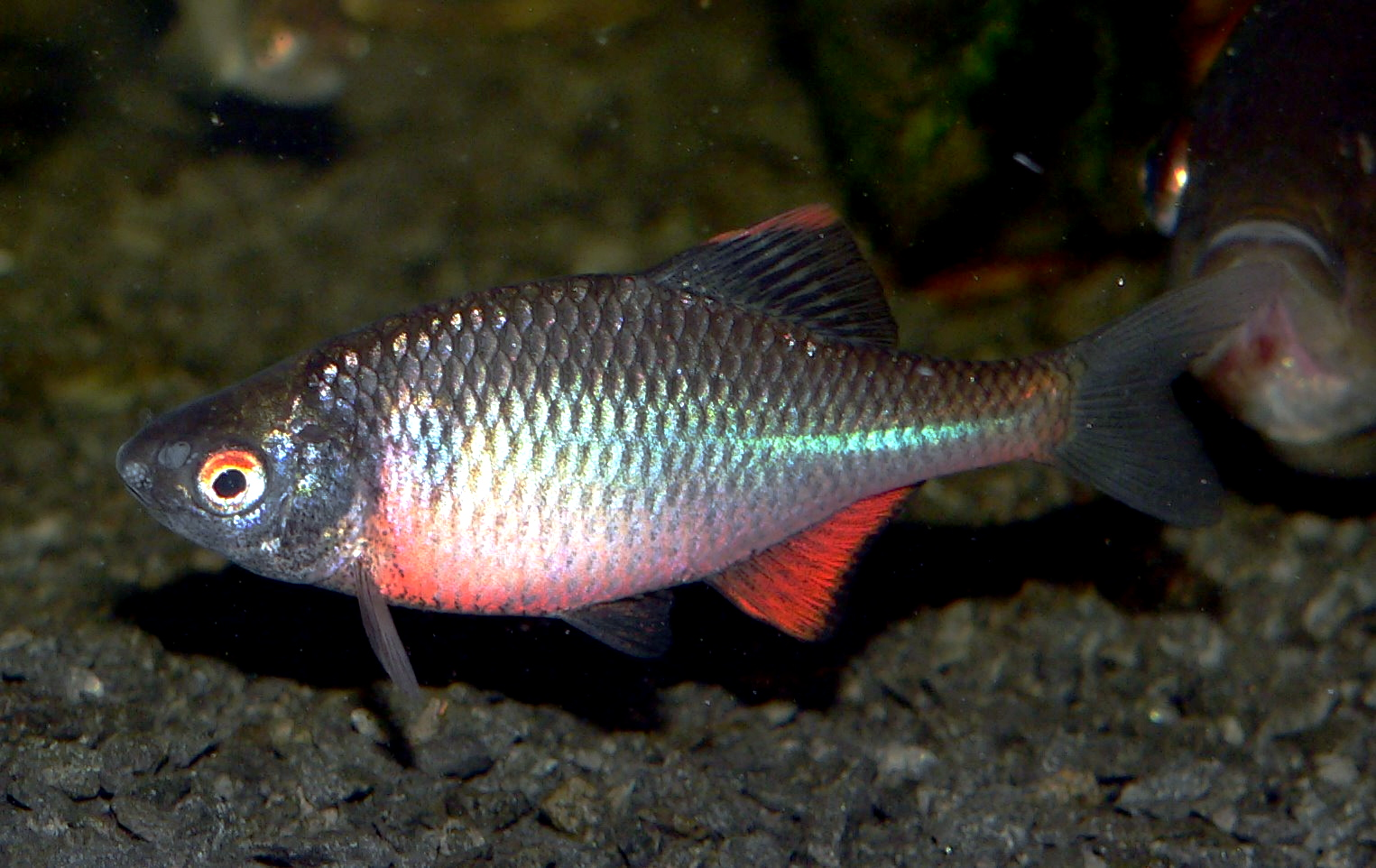